# 이기고서 울자!/바모! 닛폰
《이기고서 울자!/바모! 닛폰》(勝って泣こうゼッ!/バモ!ニッポン)은 2010년 5월 26일 발매된 T-Pistonz+KMCULTRAS 명의의 첫 번째 싱글이다. T-Pistonz+KMC 으로서는 4번째이다.

## 트랙리스트
전작 이기고서 울자!의 리믹스 버전과, 일본 축구 국가대표팀 응원송 "바모! 일본"(VAMOS! NIPPON)의 리믹스 버전이 수록된다.
1. 울트라 이기고서 울자!
2. 바모! 닛폰 (INAZUMA MIX)
3. 이기고서 울자! (KICKOFF MIX)
4. 이기고서 울자! (OFFSIDE KMC MIX)